# 고지대저빌쥐
고지대저빌쥐(Eligmodontia bolsonensis)는 비단털쥐과에 속하는 설치류이다. 남아메리카 중부와 서부 지역에서 발견된다.

## 분류학
2008년 미국 동물학자 마레스(Michael A. Mares), 브라운(Janet K. Braun), 코이너(Brandi Suzanne Coyner), 부셰(Ronald A. Van Den Bussche) 등이 기재했다.

## 모식산지
모식산지는 아르헨티나 카타마르카주 안달갈라에서 서쪽으로 13.3km, 남쪽으로 28km 떨어진 리오 블랑코 마을 포만(27 °51' 01" S, 66 °18' 17" W)이다.

## 완모식표본
완모식표본은 표본 카탈로그 번호 OMNH 34,739으로 1999년 10월 8일 브라운()이 수집한 성체 암컷의 표본으로 피부와 두개골, 뼈로 이루어져 있다.

## 분포 및 서식지
아르헨티나 북서부 카타마르카 주의 토착종으로 암바토 산맥과 만카오 산맥 북부와 서부의 피파나코와 캄포 델 아렌날의 메마른 호수 지역과 베텔레헴 북쪽부터 화이트 라군까지 이어지는 계곡에 분포한다.